# 끝없는 사랑 (1989년 드라마)
《끝없는 사랑》은 KBS 2TV에서 1989년 12월 6일부터 1989년 12월 28일까지 방영된 KBS 2TV 수목 미니시리즈로, 토마스 하디의 소설 《테스》를 각색했다.

## 등장 인물
- 강문영 : 지수완 역
- 홍요섭 : 성요섭 역
- 한진희 : 김종배 역
- 엄유신
- 권미혜
- 이치우
- 이미경
- 이주경
- 윤다훈

## 참고 사항
- 김종배 역을 맡은 한진희는 《테스》를 각색한 또 다른 드라마 《물망초》에도 출연했었다.[2]